# Пиар етика
Пиар етиката според Институт Джоузефсън се дефинира като стандарти, които посочват какво трябва да е поведението на ПР-практиците според определени морални задължения и добродетели. 

## Тълкувание
За да се избегне негативната конотация на връзките с обществеността като неетична професия, тя трябва да се практикува етично и социално-отговорно. Спазването на пиар етиката е белег на професионализъм на ПР-практика. Спазването на етичните норми и стандарти води до хармонизиране и равновесие в отношенията между организацията и нейните публики. По този начин се смята, че се затвърждава статутът и доверието в огранизацията.

## Философски основи
С откриването на общоприетите философски морални максими, вземането на етично решение значително се улеснява. Философите използват различни начини и методи за определяне на тези максими, така че най-лесно, ефективно и рационално да се вземе дадено решение. Подходите, които използват философите при вземане на решение от морална гледна точка, са два: утилитарен и деонтологичен. Въпреки че двата подхода са различни, те подпомагат еднакво добре работата на ПР-практиците.
- Утилитарна философия – това е теорията на последиците. Утилитаризмът поставя началото на изграждането на етическа теория, базирана на очакваните резултати от взетите решения, като по този начин се измерва моралната стойност на действията. Според утилитаризма етичните действия трява да са благоприятни за възможно най-голям брой хора, тоест набляга се на общественото благо. Основен принцип на тази философия е: „Постъпвай с другите така, както искаш да постъпват с теб“[2]. По този начин се върви към постигане на хармония между интересите на отделната личност и интересите на обществото. Утилитаризмът се смята за най-приемливия и най-често срещан подход към вземането на етични решения, но притежава и своите недостатъци: той е субективен при определяне на това кое е добро и кое е лошо. Той е несправеднив по отношение на малцинството, защото не защитава неговото право, а се стреми предимно към запазването на статуквото, при което мнозинството е щастливо, а малцинството не, независимо дали това става нарочно или не. При използването на този подход вероятността от погрешен анализ е голяма.

- Деонтологична философия – това е теорията на задълженията. Деонтологията се отнася до етическите теории, в които моралните стандарти съществуват независимо от последиците. Според деонтологията желанието на хората да са добродетелни и етични зависи от това доколко те възприемат и се подчиняват на моралния си дълг, а не на копнежа си за удоволствие и наслада. Деонтологичната теория е развита от немския философ Имануел Кант (1724-1804) като опит да се дефинират основните универсални принципи на морала. Деонтологията вероятно е най-задълбоченият подход в етиката и се определя като „етична теория, която приема дълга като основа на морала“. Тук действията не зависят от резултата. Основният принцип на тази философия е т.нар. „категоричен императив“. Той гласи: „Действай само според онези максими, за които си убеден, че трябва да се превърнат в универсални закони“. Той е категоричен, защото означава, че трябва да се прилага винаги и навсякъде, а е императивен, защото с него трябва да се съобразяват всички разумни същества. Двата аспекта на категоричния императив измерват личните намерения и поддържането на достойнството и уважението към другите. Деонтологията се позовава на добрата воля, която е истинският пътеводител от морална гледна точка при вземане на решения, тъй като всички други мотиви могат да бъдат опорочени.[3][2]

Комбинирането на двата подхода е от особено значение за етичното практикуване на професията на връзките с обществеността и нейната ефективност.